# Ophioglossum holm-nielsenii
Ophioglossum holm-nielsenii är en låsbräkenväxtart som beskrevs av Øllgaard. Ophioglossum holm-nielsenii ingår i släktet ormtungor, och familjen låsbräkenväxter. Inga underarter finns listade i Catalogue of Life.